# 송계범
송계범(宋啓範, 1921년~1996년)은 대한민국의 물리학자이다. 재독 철학자 송두율의 아버지이기도 하며, 본관은 여산(礪山)이다.

## 생애
일본 도쿄 물리학교를 졸업하고 해방과 함께 귀국하여 서울대학교와 전남대학교에서 교수로 근무했다. 국립중앙공업연구소 직원으로 근무했다.
그는 한글 타자기를 최초로 개발했으며 1958년 한국에서 처음으로 컴퓨터 시스템을 개발했던 한글기계화의 선구자다. 1961년 "3·1문화상"(기술본상)을 받았다.
일본에서 이춘자와 결혼하여 재독 철학자 송두율을 낳았고, 귀국하여 상처하고 다시 결혼하여 아들을 넷을 두었다,